# Joadel Gardoque
Joadel Genevieve-Gardoque (* 4. Juli 2003 in Saint-Pierre) ist ein französischer Beachvolleyballspieler.

## Karriere
Der auf der Insel Réunion geborene Sportler nahm von 2021 bis 2022 an fünf Wettbewerben mit vier verschiedenen Partnern teil. Beste Resultate waren je ein fünfter Platz bei nationalen Veranstaltungen mit Romain Hypolyte und mit Kéran Duval, mit dem er anschließend über einen längeren Zeitraum ein ständiges Beachpaar bildete. Das Duo erreichte in der folgenden Saison einen Bronzerang und vier weiter Male die Vorschlussrunde bei der französischen Beachserie sowie beim WEVZA Zonal Event in Battipaglia.
2024 war das erfolgreichste Jahr für die beiden während ihrer Zusammenarbeit. Zwei Turniersiege in den Vorrunden der französischen Meisterschaft in Dijon und Saint-Germain-en-Laye waren ihre ersten jemals errungenen Titel. Besonders wertvoll war dabei das Ergebnis im Département Yvelines, denn dort war ein Großteil der französischen Elite am Start. Hinzu kamen ein Endspiel in Le Bois-Plage und zwei Viertelfinalteilnahmen bei Futures in Spiez und Genf.  
Bei den FISU World University Championships im September der gleichen Spielzeit standen Joadel Gardoque und sein neuer Partner Elouan Chouikh ebenfalls in der Runde der besten acht Teams. Zwei Monate später gelang ihnen ihr bis dahin wertvollster sportlicher Erfolg, als sie das FIVB Challenge in Haikou auf dem geteilten fünften Platz beendeten.